# 碎木屑

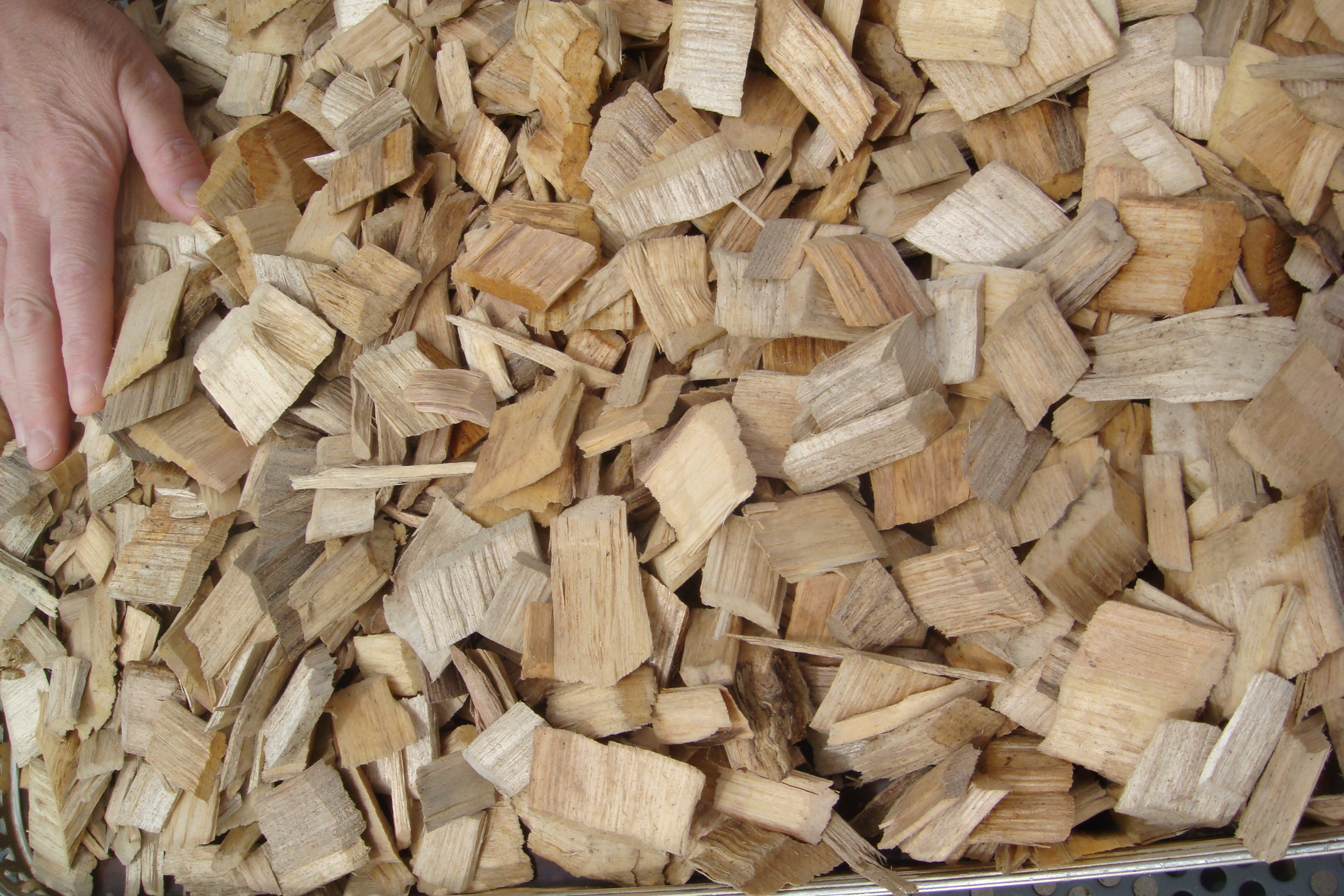
木片

木屑是通过切割或削除较大的木材，如树木、树枝、伐木剩余物、树桩、树根和木材废料而形成的小到中等大小的木片。  
木屑可作为生物质固体燃料，也是生产木浆的原料。 它们还可以用作园艺、景观和生态系统恢复的有机覆盖物；在反硝化生物反应器中； 并作为蘑菇栽培的基质。 
制造木屑片的过程称为削片，使用木屑削片机完成。切削后形成的木屑类型取决于所用木材削片机的类型及所使用材料。 木屑品种包括：森林木屑（来自森林地区）、木材木屑（来自未经处理的木材残渣、回收木材和边角料）、锯切残屑木屑（来自锯木厂残渣）和短周期林木木屑（来自能源作物）。 

## 原料

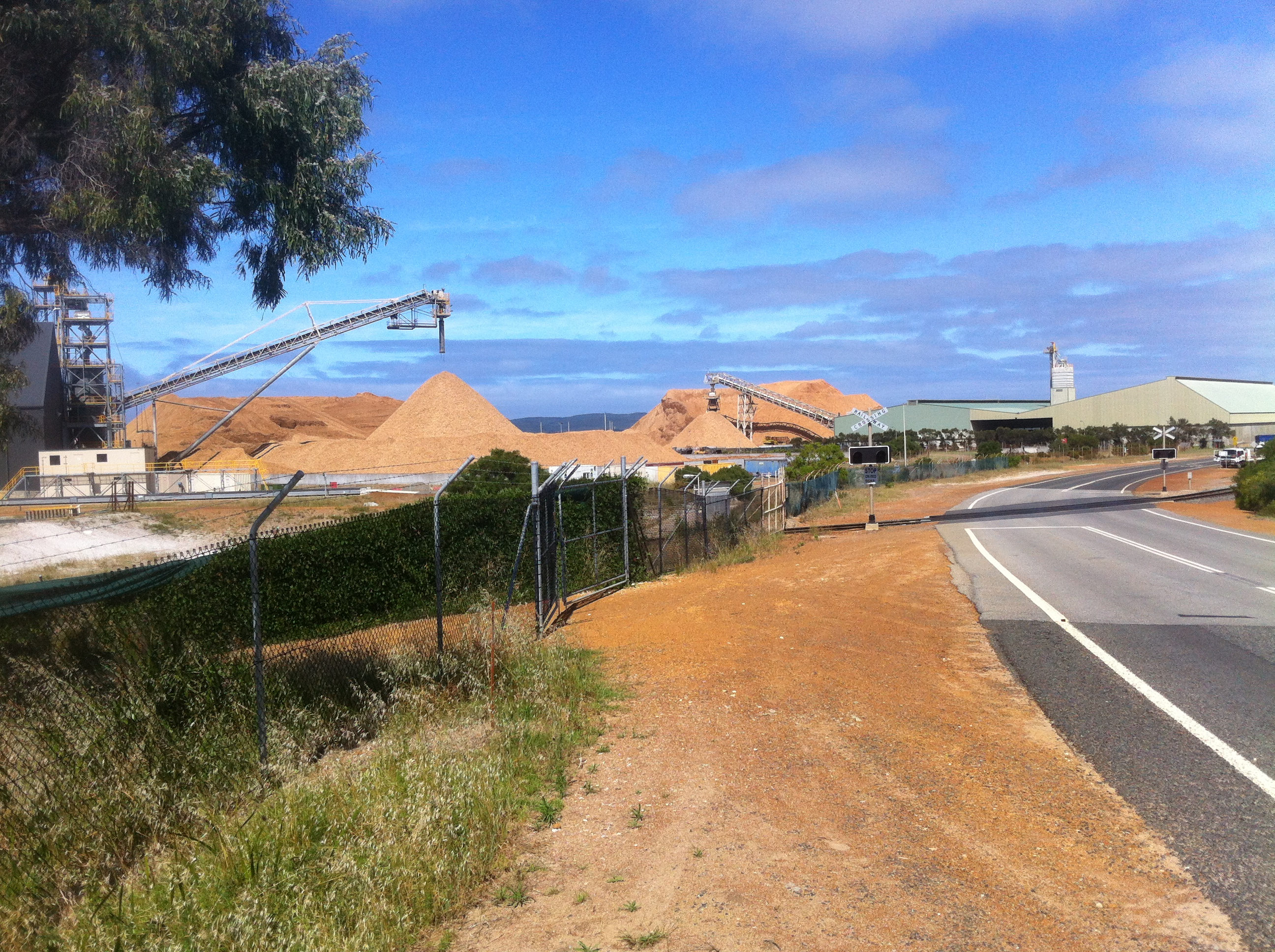
西澳大利亚州奥尔巴尼港等待装载的木片

木屑的原材料可以是纸浆木材、废旧木材和来自农业、园林绿化、伐木和锯木厂的剩余木材。 木屑也可以用剩余的林业材料生产，包括树冠、树枝、滞销材料或尺寸过小的树木。 

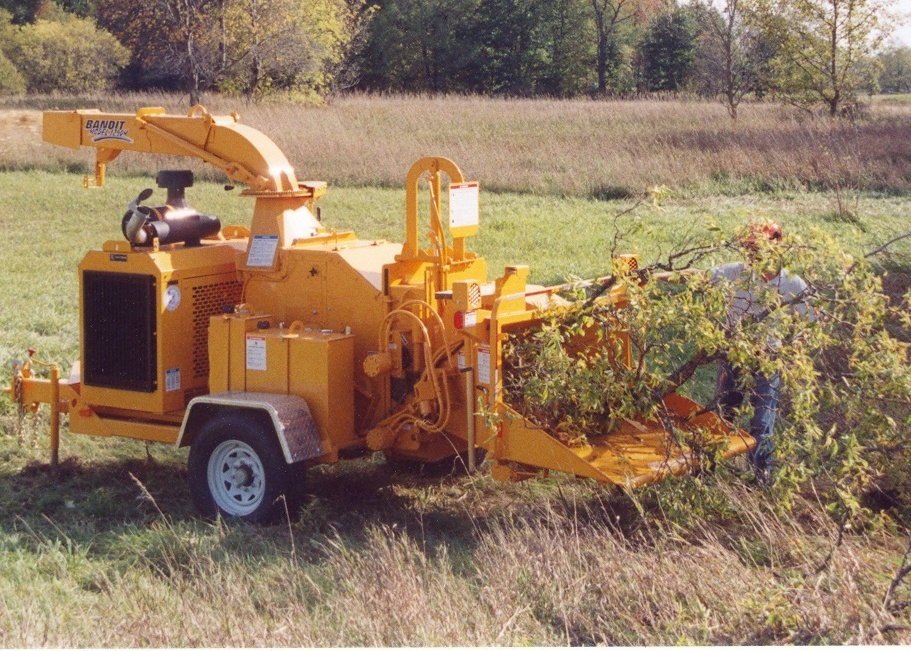
木材削片机

林业作业提供了木屑生产所需的原材料。 几乎任何树木都可以转化为木屑，但是，用于生产木屑的木材的类型和质量在很大程度上取决于市场。 例如，软木树种比硬木树种更适合用作木屑，因为它们密度较低且生长速度更快。 

## 生产
木材削片机是一种用于将木材切割成更小碎片的机器。 削片机有几种类型，每种都有不同的用途，取决于木片的加工类型。 

### 纸浆和造纸业
用于化学纸浆的木屑必须尺寸相对均匀，并且不含树皮。最佳尺寸随木材种类的不同而不同。 重要的是要避免损坏木质纤维，因为这对纸浆的特性很重要。对于圆木来说，最常见的是使用盘式削片机。圆盘的典型尺寸是直径2.0-3.5米，厚度10-25厘米，重量可达30吨。圆盘上装有4-16把刀，用1/2-2兆瓦的电机驱动。 鼓式削片机通常用于处理来自锯木厂或其他木材工业的残余木材。 

### 运输方式
移动木片有四种可能的方法：气动、传送带、带直接滑槽的料斗和批处理系统（手动输送）。  

## 木材削片机的种类

### 盘式
盘式木材削片机有一个由钢制成的飞轮和带槽盘的切碎刀片。当材料通过滑槽时，刀片会切开木材。位于削片机喉部的刀子以相反的方向切割木材。这种设计不像其他样式那样节能，但能生产出形状和大小一致的木屑。  

### 鼓式
鼓式木材削片机有一个旋转的平行边鼓，连接到发动机上，并在水平方向上安装了强化钢刀片。木材在重力和滚筒的旋转作用下被吸入滑槽，在那里被钢制刀片打碎。滚筒式噪音大，产生的木屑不均匀，但比圆盘式更节能。  

### 螺杆式
螺旋式木材削片机包含一个圆锥形螺旋形刀片{需要引用}。刀片旋转设置为与开口平行，因此木材通过螺旋运动被拉入削片机。螺旋式，也称为高扭矩滚筒，由于安静、易于使用且比盘式和滚筒式更安全，因此在住宅中很受欢迎。  

## 应用
木屑主要用作技术木材加工的原材料。在工业上，由于化学性质的不同，对树皮碎片的加工往往是在原木剥皮后进行分离。

### 木浆
只有树木的心材和边材对制造纸浆有用。树皮含有相对较少的有用纤维，并被移除，用作燃料以提供蒸汽供纸浆厂使用。大多数制浆过程需要将木材切碎并筛选，以提供尺寸均匀的木屑。

### 地膜
木屑也被用作景观和花园的覆盖物，用于保护水源、控制杂草、减少和防止土壤侵蚀。当作为地膜使用时，木屑至少有三英寸厚。它在园艺方面的声誉好坏参半。
它已被推广用于栖息地恢复项目中。随着夯实的碎木头的分解，它可以改善土壤结构、渗透性、生物活性和土壤的营养供应。

### 游乐场铺装
木屑不符合美国测试和材料协会用作游乐场铺面材料的标准，并且自 2011 年起在美国用作游乐场铺面是非法的，根据美国司法部指南未获得 ADA 批准。 

### 烧烤
木屑也可以用来为烤肉和蔬菜注入味道，增强烟熏的味道。根据想要的味道类型，可以使用几种不同种类的木材。对于温和、甜美的水果味，可以使用苹果木，而山核桃木可以提供烟熏的、类似培根的味道。其他不同类型的木材使用的是樱桃，介壳岩和山核桃。 

### 反硝化木片生物反应器
木屑可以装入“反硝化木屑生物反应器”，几十年来，作为一种新兴的生物技术，它通过去除硝酸盐来处理农业废水。    这是一个地下系统，由微生物利用碳源（作为电子供体）进行反硝化作用，将硝酸盐还原成无害的氮气。 反硝化木片生物反应器的建设和运行成本低，使用寿命相对较长，可达15年。 近年来，人们对这种技术的兴趣越来越大，并已扩展到采矿业。  
2013年的一项实验表明，在启动70天后，以5升/平方米/天的速度装载液体猪粪的木片堆在一个月后平均去除90%的硝酸盐。 然而，如果环境条件不支持完全的反硝化，可能会产生不良的温室气体，例如一氧化二氮气体和甲烷。     

### 燃料

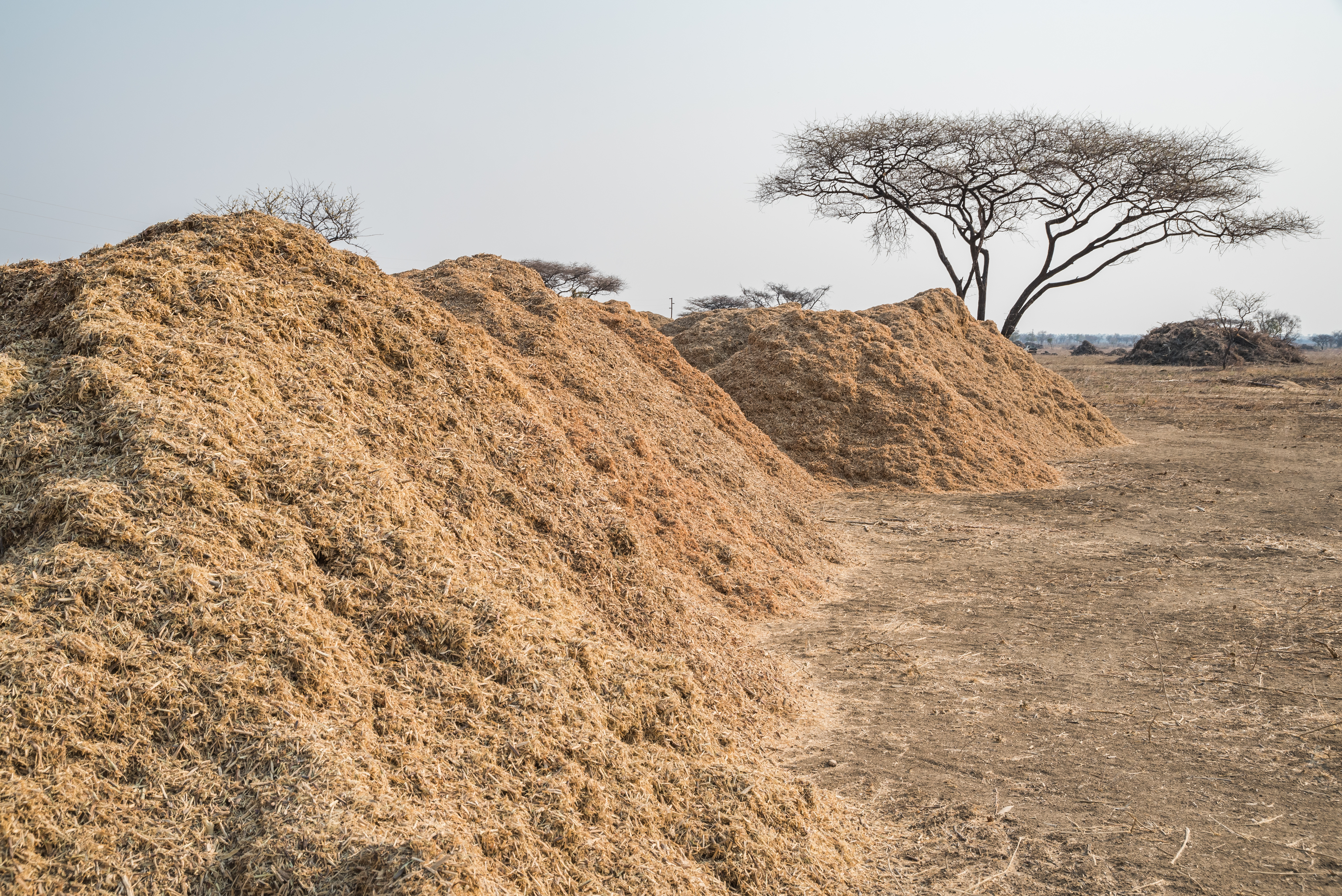
木片在运输到纳米比亚的工业承销商之前等待干燥

木屑在传统上被用作空间供暖的固体燃料，或在能源工厂中用于从可再生能源中产生电力。在欧洲和大多数国家，森林碎片的主要来源是伐木剩余物。预计树桩和圆木的份额在未来会增加。 截至2013年，欧盟在目前2018年的条件下，包括森林的可持续利用以及为传统林业部门提供木材，可用于能源的生物质潜力估计为。地面生物量：277 百万立方米3 ，总生物量为 585 万立方米。 
较新的供暖燃料系统使用木屑或木屑颗粒。木屑的优势是成本，木屑颗粒的优势是可控的燃料价值。木屑在自动加热系统中的使用基于强大的技术。 
在小型工厂燃烧 木屑时， 木屑的大小、含水量和制作 木屑的原料尤为重要。遗憾的是，目前确定木屑分数的标准并不多。然而，截至2018年3月，美国国家标准协会批准了AD17225-4木屑加热燃料质量标准。该标准的全称是：ANSI/ASABE AD17225-4:2014 FEB2018 固体生物燃料-燃料规格和等级—Part 4: Graded wood chips。 一种常见的芯片类别是GF60，通常用于小型工厂，包括小型工业、别墅和公寓楼。“GF60”被称为“细，干，小芯片”。对GF60的要求是，含水率在10-30%之间， 木屑的分量分布如下。0-3.5毫米：<8%，3.5-30mm：<7%，30-60毫米：80-100%，60-100毫米：<3%，100-120毫米：<2%。 
一立方米的能量含量通常高于一立方米的原木，但根据水分的不同会有很大变化。湿度是由原材料的处理决定的。如果树木在冬季被砍伐并在夏季被晾干（树皮上有茶叶，并被覆盖，使雨水无法到达），然后在秋季被削掉，木片的水分含量大约为20-25%。那么，能量含量约为3.5-4.5kWh/kg（约150-250公斤/立方米）。 
燃煤电厂已经被改造为使用木屑运行，这是相当直接的做法，因为它们都使用相同的蒸汽轮机热机，而且木屑燃料的成本与煤相当。 
固体生物质是解决能源危机和气候变化问题的一种有吸引力的燃料，因为这种燃料价格适中，来源广泛，接近碳中和，因此就二氧化碳（CO2）而言是气候中和的，因为在理想情况下，只有在树木生长过程中吸入并储存在木材中的二氧化碳会再次释放到大气中。 

#### 废物和排放
与煤炭和核燃料的固体废物处理问题相比，木片燃料的废物处理问题没有那么严重；在2001年的一项研究中，木片燃烧产生的飞灰有28.6毫克镉/公斤干物质。与燃烧秸秆产生的飞灰相比，镉的结合程度更高，只有少量的镉浸出。它被标示为一种氧化镉的形式，即硅酸镉（CdSiO3）；作者指出，长期在农业或森林土壤中添加它，可能会造成镉的积累问题。 
与煤一样，木材燃烧是已知的汞排放源，特别是在北方气候的冬季。汞既是气态的元素汞（特别是在燃烧木粒时）或氧化汞，在使用未经处理的木材时又是固态的PM2.5微粒物质。 
当木材燃烧用于空间取暖时， 1,3-丁二烯、苯、甲醛和乙醛（疑似或已知致癌化合物）的室内排放量会增加。据估计，在发达国家，接触木柴烟雾后这些物质的癌症风险很低。 
某些燃烧木屑的技术会产生生物炭——实际上是木炭——它既可以用作木炭，也可以返回土壤，因为木灰可以用作富含矿物质的植物肥料。后一种方法可以产生有效的负碳系统，并作为一种非常有效的土壤改良剂，增强贫瘠土壤中的水分和养分保留。 

#### 固体燃料的自动化处理
与制造的木质颗粒光滑、均匀的形状不同，木屑的大小不一，而且经常与树枝和锯末混合。这种混合物在小的进料机制中卡住的概率更高。因此，迟早会发生一个或多个卡住的情况。这降低了系统的可靠性，同时也增加了维护成本。尽管一些颗粒炉制造商可能会说，对木屑有经验的研究人员说，它们与颗粒炉中使用的2英寸（5厘米）的螺旋桨不兼容。 

#### 与其他燃料的比较
木屑与木质颗粒相似，在移动和处理方面比帘子木更容易实现自动化，特别是对于较小的系统。木片的生产成本低于木质颗粒，后者必须在专门的设施中加工。虽然避免了与精炼有关的成本，但木片的低密度和高水分含量降低了它们的热值，大大增加了产生同等热量所需的原料。更大的物理体积要求也增加了卡车运输、储存和/或运输木材的费用和排放影响。
木屑的价格比绳木便宜，因为采伐速度更快，自动化程度更高。木屑的供应量更大，部分原因是一棵树的所有部分都可以被削掉，而小的树枝和树杈则需要大量的劳动力来转化为绳木。绳木通常需要经过 "调味 "或 "干燥"，然后才能干净有效地燃烧。另一方面，木屑系统通常被设计为清洁和有效地燃烧水分含量非常高的 43–47%（湿基）的“绿色木屑”。  （参见气化和木气）

## 环境方面
与传统的木材采伐相比，木片采伐对环境的影响更大，因为移除了更大比例的生物质。 增加木屑的使用会对木屑所在森林的稳定性和长期生长产生负面影响。例如，砍伐森林中的树木已被证明会增加生态系统中植物养分和有机物质的流失，从而减少土壤中的养分和腐殖质含量。 平衡木片采伐的负面影响的一种选择是将木片灰返回森林，这样可以将一些损失的养分恢复到土壤中。 
如果木片是作为可持续林业实践的副产品收获的，那么这被认为是可再生能源的来源。 
从理论上讲，与短周期矮林相比，整树碎片收获的太阳能效率不高；然而，它可以是一种节能且低成本的收获方法。 

### 废物处理
木片和树皮片可用作城市可生物降解废物（尤其是生物固体）的工业堆肥中的填充剂。 

### 森林防火
木片采伐可与建造人造防火带协同使用，这些防火带可用作防止野火蔓延的屏障。灌木丛是砍伐的理想场所，较大的树木可能会留在原地以遮蔽森林地面并降低燃料积累的速度。

## 市场产品、供求关系

### 美国
木片成本通常取决于与交货点的距离、材料类型（如树皮、锯木厂残渣或整棵木片）、其他市场的需求以及木材燃料的运输方式等因素。通过卡车直接运送到（动力装置）站的芯片比通过铁路车运送的芯片便宜。价格范围通常在每（湿）吨交付 18 美元至 30 美元之间。 
2006 年，东北地区的价格为每湿吨 15 美元和 30 美元。 
在2008年之前的20年里，南部各州的价格在60-70美元/干燥公吨之间波动，西北地区的价格在60美元/公吨至160美元/公吨之间波动。 

### 加拿大
自定居初期以来，木屑一直被用作加拿大单户住宅的取暖来源，但石油和天然气的开发大大减少了它的使用。大部分木屑的使用是通过学校、医院和监狱等设施。由于高电费和联邦政府的补贴，爱德华王子岛 (PEI) 拥有最多的木屑工厂。新斯科舍省有一个 2.5 兆瓦的木屑燃烧系统，该系统为一家纺织厂提供电力，还有一个系统为一家家禽加工厂、两家医院和一所农业学院提供电力。 
新不伦瑞克大学运行一个木屑燃烧炉系统，为大学、几个工业建筑、一个公寓楼和一家医院供热。 由于水电费低，魁北克省使用木屑取暖的情况不多，但一个小镇正在使用木屑作为道路盐的替代品来处理冰雪路面。EMC3技术公司于2017年11月开始为该镇生产涂有氯化镁的木屑，并声称它能在零下30摄氏度保持牵引力，而普通道路盐在零下15摄氏度。 在安大略省，经营木屑业务的有布罗克维尔的一所大学，安大略省北部的几所中学，以及佩塔瓦瓦国家林业研究所的一个木屑燃烧锅炉。 在20世纪80年代末，安大略省政府与联邦政府一起资助在锯木厂旁边建造三个联合发电站。第一个工厂于1987年在查普劳建成，随后于1989年在科克伦建成，最大的一个工厂于1991年在柯克兰湖建成。

### 欧洲
在几个树木繁茂的欧洲国家（例如奥地利、芬兰、德国、瑞典）木片正成为家庭住宅和大型建筑物的替代燃料，因为木片的来源丰富，从而降低了燃料成本。欧盟正在 2007-2011 年欧盟森林行动计划中推广用于能源生产的木片。欧盟木片的总长期潜力估计为 913 万立方米3 . 

### 日本
木屑在日本用于造纸工业。为此，从美国和澳大利亚等国家进口了大量软木片。 

## 外部連結
- Commercial Heating Installations
- Vermont Heat Research – An Experimental (inverted downdraft) Woodchip Furnace